# Luton Town Football Club 2016-2017
Questa voce raccoglie le informazioni riguardanti il Luton Town Football Club nelle competizioni ufficiali della stagione 2016-2017.

## Rosa 2016-2017
| N. |                             | Ruolo | Calciatore        |
| -- | --------------------------- | ----- | ----------------- |
| 1  | Inghilterra (bandiera)      | P     | Stuart Moore      |
| 2  | Scozia (bandiera)           | D     | Stephen O'Donnell |
| 3  | Inghilterra (bandiera)      | D     | Dan Potts         |
| 4  | Inghilterra (bandiera)      | C     | Jonathan Smith    |
| 5  | Inghilterra (bandiera)      | D     | Johnny Mullins    |
| 6  | Scozia (bandiera)           | D     | Scott Cuthbert    |
| 7  | Inghilterra (bandiera)      | C     | Jake Gray         |
| 8  | Irlanda del Nord (bandiera) | C     | Cameron McGeehan  |
| 9  | Inghilterra (bandiera)      | A     | Danny Hylton      |
| 10 | Inghilterra (bandiera)      | A     | Jordan Cook       |
| 11 | Italia (bandiera)           | C     | Danny Green       |
| 14 | Inghilterra (bandiera)      | A     | Jack Marriott     |

| N. |                        | Ruolo | Calciatore           |
| -- | ---------------------- | ----- | -------------------- |
| 16 | Irlanda (bandiera)     | D     | Glen Rea             |
| 17 | Inghilterra (bandiera) | C     | Pelly Ruddock Mpanzu |
| 18 | Giamaica (bandiera)    | C     | Zane Banton          |
| 19 | Inghilterra (bandiera) | C     | Olly Lee             |
| 20 | Inghilterra (bandiera) | A     | Isaac Vassell        |
| 21 | Inghilterra (bandiera) | D     | Jack Senior          |
| 22 | Malta (bandiera)       | C     | Luke Gambin          |
| 24 | Inghilterra (bandiera) | C     | Lawson D'Ath         |
| 28 | Inghilterra (bandiera) | A     | Ollie Palmer         |
| 36 | Inghilterra (bandiera) | D     | James Justin         |
| 39 | Inghilterra (bandiera) | D     | Akin Famewo          |
| 44 | Irlanda (bandiera)     | D     | Alan Sheehan         |